# Cratere Elger
Elger è un cratere lunare di 21,51 km situato nella parte sud-occidentale della faccia visibile della Luna, in prossimità del limite meridionale di Palus Epidemiarum. A nordest è presente il cratere Capuanus (inondato), e più a nordovest il cratere Ramsden.
Il bordo del cratere è irregolare e piuttosto eroso, con una interruzione e una sporgenza esterna lungo il lato nord, mentre una cresta si estende attraverso il bordo sud. 
La superficie interna è stata livellata dalla lava, anche se l'albedo non è basso come quello del mare lunare a nord.
Il cratere è dedicato all'astronomo britannico Thomas Gwyn Elger. 

## Crateri correlati
Alcuni crateri minori situati in prossimità di Elger sono convenzionalmente identificati, sulle mappe lunari, attraverso una lettera associata al nome.
| Elger | Coordinate            | Diametro (in km) |
| ----- | --------------------- | ---------------- |
| A     | 37°22′12″S 31°14′24″W | 8,11             |
| B     | 37°07′12″S 32°06′00″W | 8,8              |